# Mô hình đàn nhạn bay
Mô hình đàn nhạn bay là thuật ngữ chỉ một đặc trưng phát triển công nghiệp thường thấy ở các nước Đông Á. Về mặt từ nguyên, Akamatsu Kaname (赤松要) - một học giả kinh tế người Nhật - là người đã đưa ra tên gọi 雁行形態 (romaji: ganko keitai, phiên âm Hán-Việt: nhạn hành hình thái) từ thập niên 1930 và làm cho nó phổ biến từ thập niên 1960. Thuật ngữ này sau đó được các nhà kinh tế người Việt Nam dịch trực tiếp từ tiếng Nhật sang tiếng Việt thành "mô hình đàn nhạn bay" hoặc dịch qua tiếng Anh (flying-geese pattern, flying-geese paradigm, flying wild geese pattern) sang tiếng Việt thành "mô hình đàn sếu bay", "mô hình đàn ngỗng bay", v.v... mặc dù về ngôn ngữ cũng như nội hàm của thuật ngữ thì 形態 trong tiếng Nhật hay pattern hoặc paradigm trong tiếng Anh không phải là mô hình. Trong bài này, cách gọi "mô hình đàn nhạn bay" được sử dụng vì nó đã thành thói quen ở Việt Nam.
Mô hình đàn nhạn bay, theo ý tưởng của Akamatsu và những nhà kinh tế Nhật Bản khác có công phổ biến nó là Kojima Kiyoshi và Okita Saburo gồm có ba phiên bản. Phiên bản đầu tiên áp dụng cho trường hợp một nước và một sản phẩm. Phiên bản thứ hai áp dụng cho trường hợp một nước và nhiều sản phẩm. Phiên bản thứ ba áp dụng cho nhiều nước.

## Phiên bản một nước - một sản phẩm
Akamatsu quan sát sự phát triển của ngành sản xuất sợi bông ở Nhật Bản từ nửa cuối thế kỷ 19 đến thập niên 1930 và phát hiện thấy một hiện tượng là đầu tiên Nhật Bản phải nhập khẩu sợi bông, sau đó sản xuất sợi bông trong nước phát triển, và tiếp theo đó là nhập khẩu sợi bông giảm và xuất khẩu sợi bông bắt đầu gia tăng, để rồi cuối cùng xuất khẩu lẫn sản xuất sợi bông trong nước đều suy thoái. Nếu biểu diễn nhập khẩu, sản xuất và xuất khẩu sợi bông của Nhật Bản trên một trục tọa độ với trục hoành là thời gian và trục tung là sản lượng sẽ thấy 3 đường cong hình chữ V ngược. Akamatsu tưởng tượng những đường cong đó giống như một đàn nhạn đang bay với con nhạn đầu đàn ở điểm đổi chiều của chữ V ngược và các con nhạn khác bay phía sau ở hai phía. Từ đó, ông đưa ra ý tưởng rằng sự phát triển của một ngành công nghiệp nào đó ở một nước nhất định có thể xảy ra theo hình đàn nhạn bay này. Những nước đang phát triển có thể công nghiệp hóa theo đường lối bắt đầu từ phát triển những ngành sơ khai mà lúc đầu có thể phải tích lũy tư bản bằng kinh doanh nhập khẩu rồi tiến tới tự sản xuất và sau đó xuất khẩu.
Akamatsu không giải thích tại sao lại có hình này. Kojima dựa trên lý luận Heckscher-Ohlin để giải thích rằng sau một thời gian phải phát triển bằng kinh doanh nhập khẩu, ngành công nghiệp được mô tả đã tích lũy đủ vốn để tiến hành tự sản xuất và dựa vào lý luận Ricardo để giải thích rằng sau khi học tập, đúc kết kinh nghiệm qua quá trình tự sản xuất ngành đã phát triển đến mức xuất khẩu được.

## Phiên bản một nước - nhiều sản phẩm
Akamatsu phát triển ý tưởng của mình cho trường hợp một nước nhiều sản phẩm và phát biểu rằng những nước đang phát triển có thể phát triển những ngành sơ khai trước rồi tới những ngành phức tạp, từ phát triển hàng tiêu dùng không lâu bền trước rồi sang hàng tiêu dùng lâu bền và tiếp theo là tư liệu sản xuất. Khái quát hóa, các nhà kinh tế ủng hộ mô hình của Akamatsu giải thích rằng các nước đang phát triển sẽ phát triển những ngành hạ nguồn trước rồi mới tới những ngành thượng nguồn, ví dụ phát triển ngành may rồi mới phát triển ngành dệt, phát triển ngành đóng ô tô khách hay đóng tàu rồi mới phát triển ngành luyện kim. Logic này được cho là hợp lý vì sự phát triển của các ngành hạ nguồn sẽ tạo ra thị trường cho phát triển các ngành thượng nguồn. Và mỗi ngành có thể phát triển theo hướng từ nhập khẩu tới tự sản xuất và tiến tới xuất khẩu. Cứ như vậy, khi sản xuất trong nước của ngành này bắt đầu đi vào thoái trào thì đã có sản xuất trong nước của ngành kia thay thế làm ngành sản xuất chủ đạo; khi xuất khẩu của ngành này thoái trào thì đã có xuất khẩu của ngành kia thay thế làm mặt hàng xuất khẩu chủ đạo.
Khi diễn tả bằng sơ đồ giống như với phiên bản một nước - một sản phẩm, sẽ có một tập hợp các đường hình chữ V ngược. Pha đi xuống của đường này có thể trong cùng khoảng thời gian với pha đi lên của đường khác. Tuy mỗi đường có hình đàn nhạn bay, song khó có thể nói tập hợp các đường trên phân bố theo hình đàn nhạn bay. Dù vậy, phiên bản thứ hai này vẫn được gọi là mô hình đàn nhạn bay do nó được phát triển từ phiên bản thứ nhất.

## Phiên bản nhiều nước
Phiên bản nhiều nước dùng để miêu tả sự bắt kịp của các nước ở khu vực Đông Á với những nước phát triển trước cũng trong khu vực tại một ngành công nghiệp cụ thể hoặc một nhóm ngành hàng. Akamatsu cũng chính là người đưa ra phiên bản này sau khi quan sát sự phát triển của các nước Đông Á.
Akamatsu hình dung rằng khi ngành công nghiệp này của Nhật Bản đang ở pha gia tăng xuất khẩu thì các nước Hàn Quốc, Đài Loan, Hong Kong, Singapore nhập khẩu sản phẩm công nghiệp đó. Cùng với thời gian, xuất khẩu của ngành này ở Nhật đạt tới đỉnh cao và bắt đầu giảm xuất khẩu cũng là lúc các nước kia đẩy mạnh tự sản xuất thay thế nhập khẩu. Khi các nước kia đẩy mạnh xuất khẩu thì cũng là lúc ngành công nghiệp này ở Nhật không còn lợi thế cạnh tranh và bắt đầu kết thúc xuất khẩu. Nhưng Nhật Bản lại có ngành công nghiệp khác thay thế làm ngành xuất khẩu chủ đạo. Cứ như vậy từ ngành này sang ngành khác (dệt tới đóng tàu và ô tô khách, tới hàng điện tử và ô tô cao cấp), từ Nhật Bản sang các nước NICs rồi sang các nước khác. Một số học giả kinh tế còn dùng phiên bản này để miêu tả sự phân công lao động quốc tế trong khu vực Đông Á. Tại một thời điểm nhất định, Nhật Bản sản xuất và xuất khẩu những sản phẩm tiên tiến nhất, các nước NICs sản xuất và xuất khẩu các sản phẩm trung bình, còn các nước đi sau sản xuất và xuất khẩu các sản phẩm đơn giản hơn.
Phiên bản này cũng được gọi là mô hình đàn nhạn bay do nó được phát triển từ hai phiên bản gốc ở trên và theo hình dung của Akamatsu và không ít nhà kinh tế khác thì Đông Á là một đàn nhạn với Nhật Bản là con nhạn đầu đàn, các nước NICs ở hàng thứ hai, các nước ASEAN phát triển hơn ở hàng thứ ba, các nước khác như Trung Quốc, Ấn Độ, Việt Nam ở hàng sau. Cứ thế đàn nhạn đi từ ngành này sang ngành khác. Tuy nhiên phiên bản này khó có thể diễn tả bằng sơ đồ sao cho có hình đàn nhạn bay.